# Schweizer Meisterschaften im Skispringen und der Nordischen Kombination 1998
Die Schweizer Meisterschaften im Skispringen und der Nordischen Kombination 1998 fanden vom 30. Januar bis 1. Februar 1998 in Langenbruck statt. Das Skispringen gewann Sylvain Freiholz und die Nordische Kombination Andi Hartmann.

## Nordische Kombination

### Einzel
| Platz | Name              | Ort               | Rückstand (min) |
| ----- | ----------------- | ----------------- | --------------- |
| 01    | Andi Hartmann     | Alpina St. Moritz |                 |
| 02    | Urs Kunz          | Gibswil           | 1:00,5          |
| 03    | Jean-Yves Cuendet | Le Lieu           | 1:49,3          |
| 04    | Marco Zarucchi    | Alpina St. Moritz | 2:02,4          |
| 05    | Andreas Hurschler | Grafenort         | 2:14,5          |
| 06    | Christoph Engel   | Schüpfheim        | 2:36,6          |

Datum: Samstag, 31. Januar 1998 und Sonntag, 1. Februar 1998 in Langenbruck

Andi Hartmann gewann mit 1 Minute Vorsprung auf Urs Kunz und holte damit seinen ersten Meistertitel.

## Skispringen

### Normalschanze
| Platz | Name               | Verein            | Weite 1 | Weite 2 | Punkte |
| ----- | ------------------ | ----------------- | ------- | ------- | ------ |
| 01    | Sylvain Freiholz   | Le Brassus        | 75,5 m  | 74,5 m  | 231,5  |
| 02    | Marco Steinauer    | SC Einsiedeln     | 71,5 m  | 74,0 m  | 224,6  |
| 03    | Andi Hartmann      | Alpina St. Moritz | 70,5 m  | 73,0 m  | 216,2  |
| 04    | Sepp Zehnder       | SC Einsiedeln     | 70,0 m  | 72,5 m  | 214,5  |
| 05    | Armin Krügel       | SC Marbach        | 71,5 m  | 73,0 m  | 212,9  |
| 06    | Andreas Küttel     | SC Einsiedeln     | 72,5 m  | 71,5 m  | 209,3  |
| 07    | Simon Ammann       | Unterwasser       | 70,0 m  | 71,5 m  | 208,3  |
| 08    | Lucas Vonlanthen   | St. Gall          | 69,5 m  | 71,0 m  | 205,6  |
| 09    | Christoph Birchler | SC Einsiedeln     | 70,0 m  | 70,5 m  | 204,1  |
| 010   | Stephane Maire     | Vaulion           | 68,0 m  | 69,0 m  | 202,4  |

Datum: Freitag, 30. Januar 1998 in Langenbruck

Sylvain Freiholz gewann mit Weiten von 75,5 m und 74,5 m vor Marco Steinauer und Andi Hartmann und holte damit seinen vierten Meistertitel.